# Kleine beer (vlinder)
De kleine beer (Phragmatobia fuliginosa) is een trage, onopvallende nachtvlinder uit de familie van de spinneruilen (Erebidae) en de onderfamilie van de beervlinders (Arctiinae). 

## Kenmerken
Imago
De vlinder heeft een spanwijdte van 35 tot 45 millimeter. In rust vouwt hij zijn vleugels op in de vorm van een dakje. Het is een relatief kleine, dikke vlinder. De voorkant van het lijf lijkt extra dik door de flinke beharing. De voorvleugels hebben een vale roodbruine kleur met een kleine zwarte stip in het midden. De achtervleugels zijn lichtrood en worden dichter bij het dikke rode achterlijf feller van kleur. Het achterlijf is over de lengte voorzien van een donkerbruine onscherpe lijn.
Rups
De rupsen van de kleine beer zijn opvallender dan de vlinders zelf en worden daardoor eerder opgemerkt. Ze zijn vaak te vinden op (zand)paden. De rupsen worden ongeveer 35 millimeter lang. Ze zijn zwartgrijs van kleur en hebben dichte plukjes roodbruine of lichtgrijsbruine haren. Langs de rug loopt een lichtgele lengtestreep.
Ei
Het roodachtige ei is bolvormig en aan de onderkant afgeplat.

## Habitat
De kleine beer wordt gevonden op weilanden, weiden, aan bosranden, in heidegebieden en op braakliggende terreinen in heel Europa. In berggebieden komt hij voor tot een hoogte van 3000 meter. Omdat hij vanwege zijn onsmakelijkheid en aposematisme weinig vijanden heeft, kunnen alleen koude en regenachtige zomers hem schaden, waarbij de vlinders zeer zelden worden aangetroffen. Maar als de zomer warm en droog is, komt hij veel voor.

## Levenswijze
Om vrouwtjes aan te trekken, stulpt het mannetje buisvormige organen uit hun abdomen die feromonen bevatten (Coremata). De vrouwtjes leggen bevruchte eieren in zeer grote nesten van wel 500 stuks naast elkaar aan de onderkant van bladeren van de voedselplanten. De verpopping van de rupsen vindt direct na de overwintering plaats, soms vindt men zelfs zeer vroeg actieve dieren op sneeuw kruipend. Ze verpoppen zich in een grauwbruin spinsel, meestal tussen bladeren en plantendelen dicht bij de grond.
In een jaar zijn er twee generaties. De eerste generatie van nachtvlinders is te vinden van half april tot begin juni; de tweede, verrassend actievere generatie, van juli tot half augustus. De rupsen zijn te vinden van september tot begin april of van juni tot juli. De rups overwintert.
Ze worden in geheel Nederland algemeen aangetroffen.